# أنسل آدمز
أنسل إيستون آدمز (بالإنجليزية: Ansel Easton Adams)‏ (ولد في 20 فبراير عام 1902 وتوفي في 22 أبريل عام 1984) مصوّر مشاهد طبيعية وبيئيًا أمريكيًا اشتهر بصوره التي صوّرت الغرب الأمريكي باللونين الأبيض والأسود. ساعد في إيجاد مجموعة إف/64، وهي جمعية للمصورين المدافعين عن التصوير «النقي» الذي يُعنى بتفضيل حدة التركيز واستخدام النطاق اللوني الكامل للصورة طور هو وفريد أرشر نظامًا مميزًا لإخراج الصور يُدعى «نظام المنطقة»، وهي وسيلة لتحقيق صورة مرغوبة عبر فهم تقني عميق لكيفية تسجيل وتطوير نطاق الدرجة اللونية في التعرض الضوئي، والتطوير السلبي، والطباعة. تميز تصويره بوضوح وعمق هذه الصور.
كان آدمز مدافعًا طوال حياته عن الحفاظ على البيئة، وكانت ممارسته للتصوير متضافرةً مع دفاعه ذاك. في عمر الثانية عشر، حصل على كامرته الأولى لدى زيارته الأولى لمنتزه يوسيميتي الوطني. طوّر أعماله التصويرية الأولى كعضو في نادي سييرا. تعاقد لاحقًا مع مع وزارة الداخلية الأمريكية لعمل صور للحدائق الوطنية. بسبب عمله ودفاعه المستمر، والذي ساهم في توسيع نظام الحدائق الوطني، مُنح ميدالية الحرية الرئاسية في عام 1980.
كان آدامز مستشارًا رئيسيًا في تأسيس قسم التصوير الفوتوغرافي في متحف الفن الحديث في نيويورك، وهو معلم مهم لدوره في تأمين الشرعية المؤسسية للتصوير الفوتوغرافي. ساعد في تنظيم أول معرض للتصوير في تلك الدائرة، وساعد في إيجاد مجلة التصوير الفوتوغرافي «أبرتشر»، وشارك في تأسيس مركز التصوير الإبداعي في جامعة أريزونا.

## النشأة

### الولادة
ولد آدمز في حي مقاطعة فيلمور من مدينة سان فرانسيسكو، وهو الطفل الوحيد لتشارلز هيتشكوك آدامز وأوليف براي. سُمي على اسم عمه أنسل إيستون. جاءت أسرة والدته من بالتيمور، حيث كان لدى جده مشروع تجاري ناجح في نقل البضائع، ولكنه خسر ثروته بالاستثمار في مشاريع عقارات وتعدين فاشلة في نيفادا. جاءت عائلة آدمز من نيو إنغلاند، بعد أن هاجرت من أيرلندا الشمالية خلال أوائل القرن الثامن عشر. أسس جده لأبيه عملًا مزدهرًا في تقطيع الخشب أداره الأب في وقت لاحق. لاحقًا في حياته، أدان آدمز الصناعة التي عمل فيها جده لقطعه العديد من أشجار غابات الخشب الأحمر.

### الطفولة المبكرة
كانت إحدى أولى ذكريات آدمز هي مراقبة الدخان الناتج عن الحرائق الناجمة عن زلزال سان فرانسيسكو عام 1906. في ذلك عندما كانت في الرابعة من عمره، لم يتعرض للإصابة خلال الهزة المبدئية، لكنه رطم وجهه بجدار حديقة خلال الصدمة التي تلت الهزة بثلاث ساعات، ليكسر أنفه ويترك عليه ندوبًا. أوصى طبيب بإعادة ضبط أنفه بمجرد أن يصل إلى مرحلة النضج، لكنه ظل معوجًا واستلزم التنفس من الفم لبقية حياته.
في عام 1907، انتقلت عائلة إلى منزل جديد على بعد ميلين (3 كيلومتر) غربًابالقرب من حي سيكليف في سان فرانسيسكو، جنوب قاعدة بريسيدو العسكرية. كان للبيت «إطلالة رائعة» لمضيق غولدن غيت ورؤوس مارين.
آدمز طفلًا بالغ النشاط ومعرضًا للمرض والوساوس المرضية المتكررة. كان لديه عدد قليل من الأصدقاء، إلا أن موقع منزله وما يحيط به على المرتفعات المقابلة لمضيق غولدن غيت وفرت له طفولة وافرة بالنشاطات. لم يكن لديه مراقٌ بالألعاب أو الرياضات؛ إلا أنه كان يستمتع بجمال الطبيعة منذ عمر مبكر، جامعًا الحشرات ومستكشفًا ساقية لوبوس على طول الطريق إلى شاطئ بيكر والصخور البحرية المؤدية إلى لاندز إند، «ساحل سان فرانسيسكو الأكثر قفرًا وصخورًا، مكان فيه حطام السفن وكثير من الانهيارات الأرضية».

## روابط خارجية
- أنسل آدمز على موقع IMDb (الإنجليزية)
- أنسل آدمز على موقع الموسوعة البريطانية (الإنجليزية)
- أنسل آدمز على موقع ميوزك برينز (الإنجليزية)
- أنسل آدمز على موقع إن إن دي بي (الإنجليزية)
- أنسل آدمز على موقع أول ميوزيك (الإنجليزية)
- أنسل آدمز على موقع ديسكوغز (الإنجليزية)